# Boulevard Gabriel-Péri (Malakoff, Hauts-de-Seine)
Le boulevard Gabriel-Péri est une voie de communication de Malakoff.

## Situation et accès

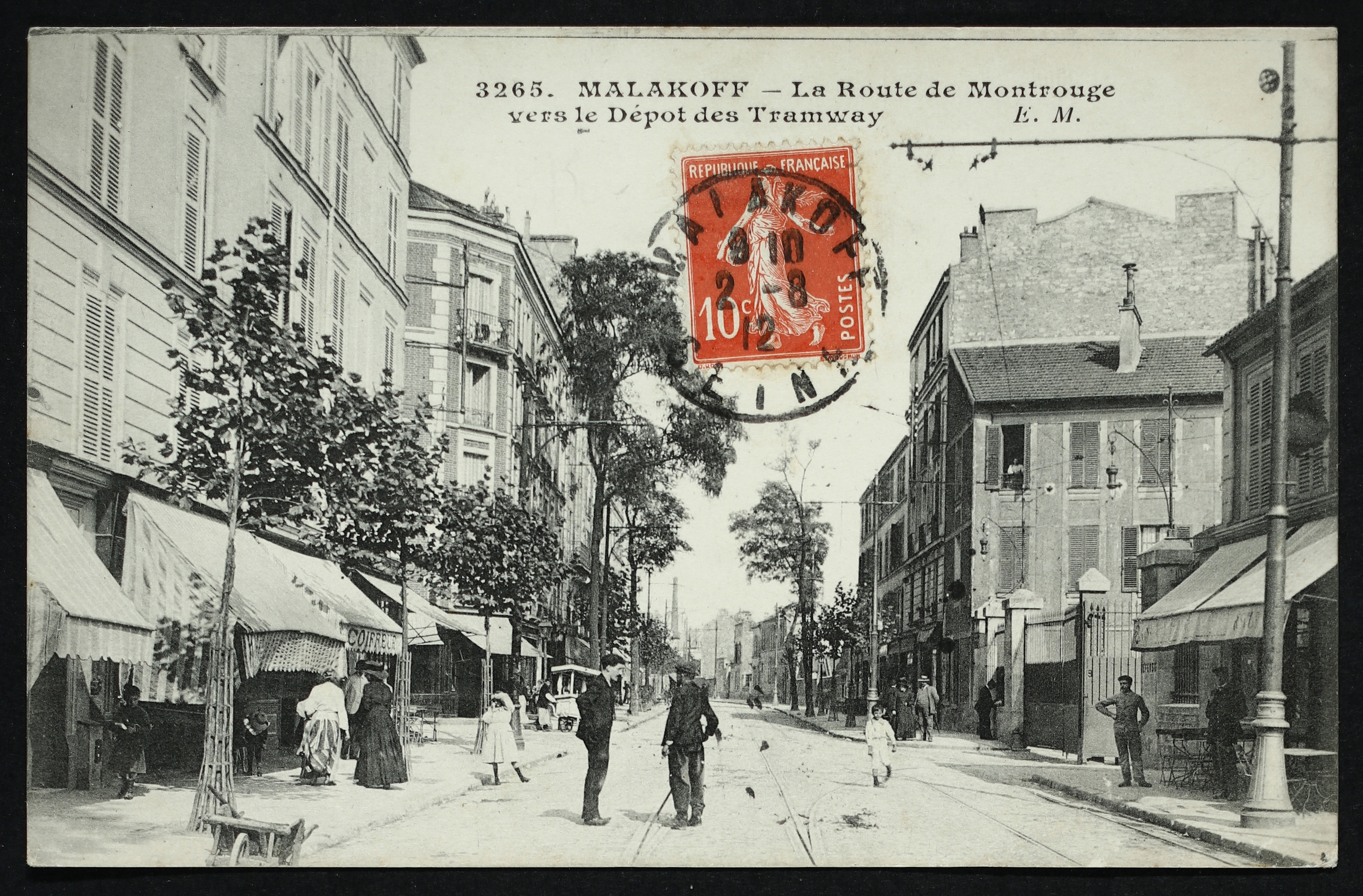
La route de Montrouge vers le dépôt des tramways.

Le boulevard Gabriel-Péri, orienté d'ouest en est, suit le tracé de la route départementale 50.
Commençant entre les ponts ferroviaires de la ligne de Paris-Montparnasse à Brest et de la LGV Atlantique, au croisement de l'avenue Arblade, il rencontre notamment la rue Paul-Bert côté sud, traverse le carrefour de la rue André-Coin et de l'avenue Augustin-Dumont, puis la rue Salvador-Allende en face de la rue Benjamin-Raspail, et enfin celui de l'avenue Pierre-Larousse. Il se termine au carrefour de l'avenue Pierre-Brossolette.
Il est desservi par la station de métro Malakoff - Plateau de Vanves sur la ligne 13 du métro de Paris.

## Origine du nom
En 1944, ce boulevard a été nommé en hommage au journaliste Gabriel Péri (1902-1941), arrêté comme résistant et fusillé comme otage au Mont-Valérien, le 15 décembre 1941.

## Historique

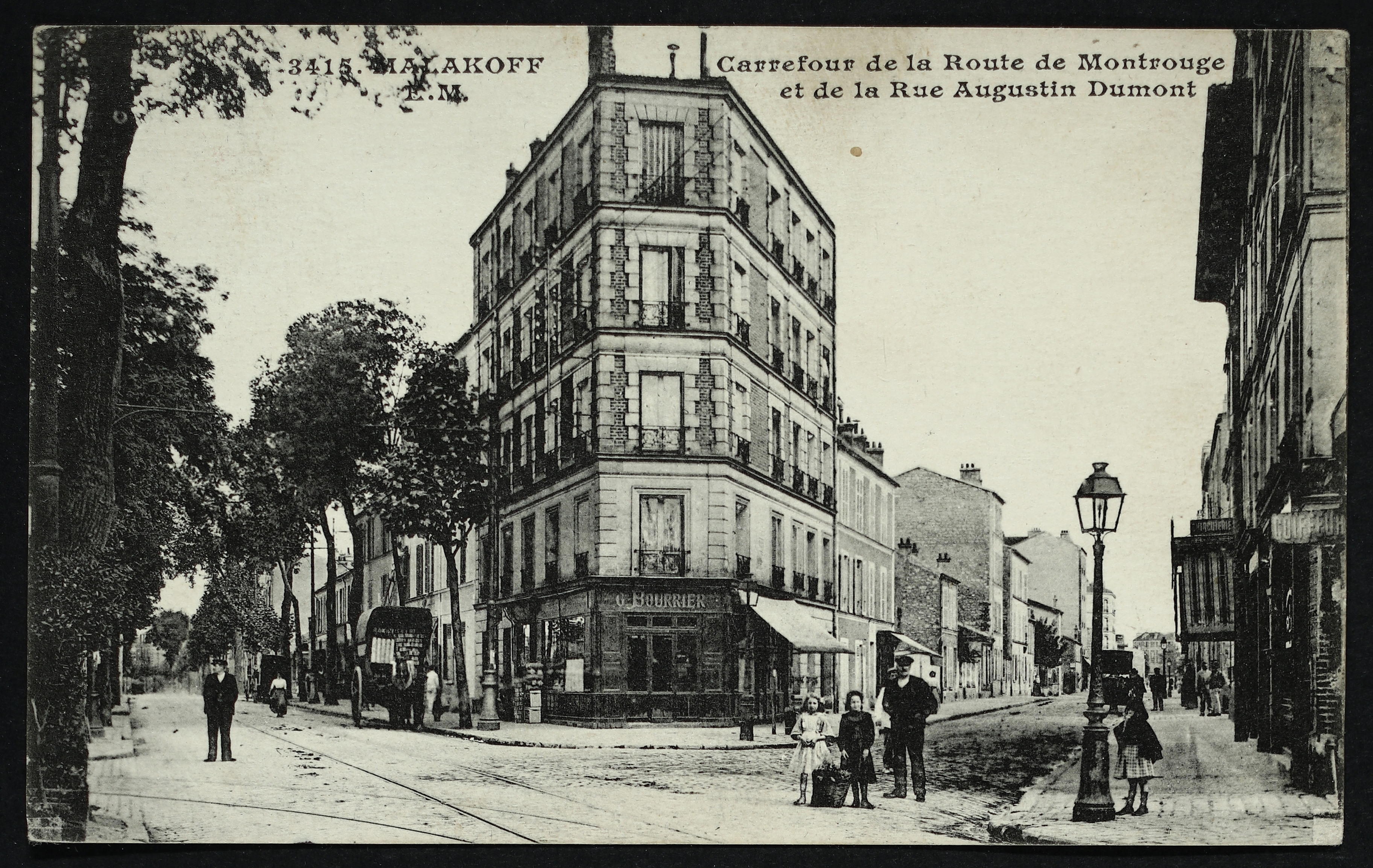
Carrefour de la route de Montrouge et de la rue Augustin-Dumont.

Il s'agit de l'ancienne route de l'Orme, qui fut appelée voie Saint-Marcel et par la suite route de Montrouge car elle menait à ce qui était encore un village.
Elle prit plus tard les noms de route départementale 29 puis, en 1935, chemin départemental 50 allant de Boulogne à Vincennes.

## Bâtiments remarquables et lieux de mémoire
- Square Normandie-Niemen.
- Square Marc-Lanvin.

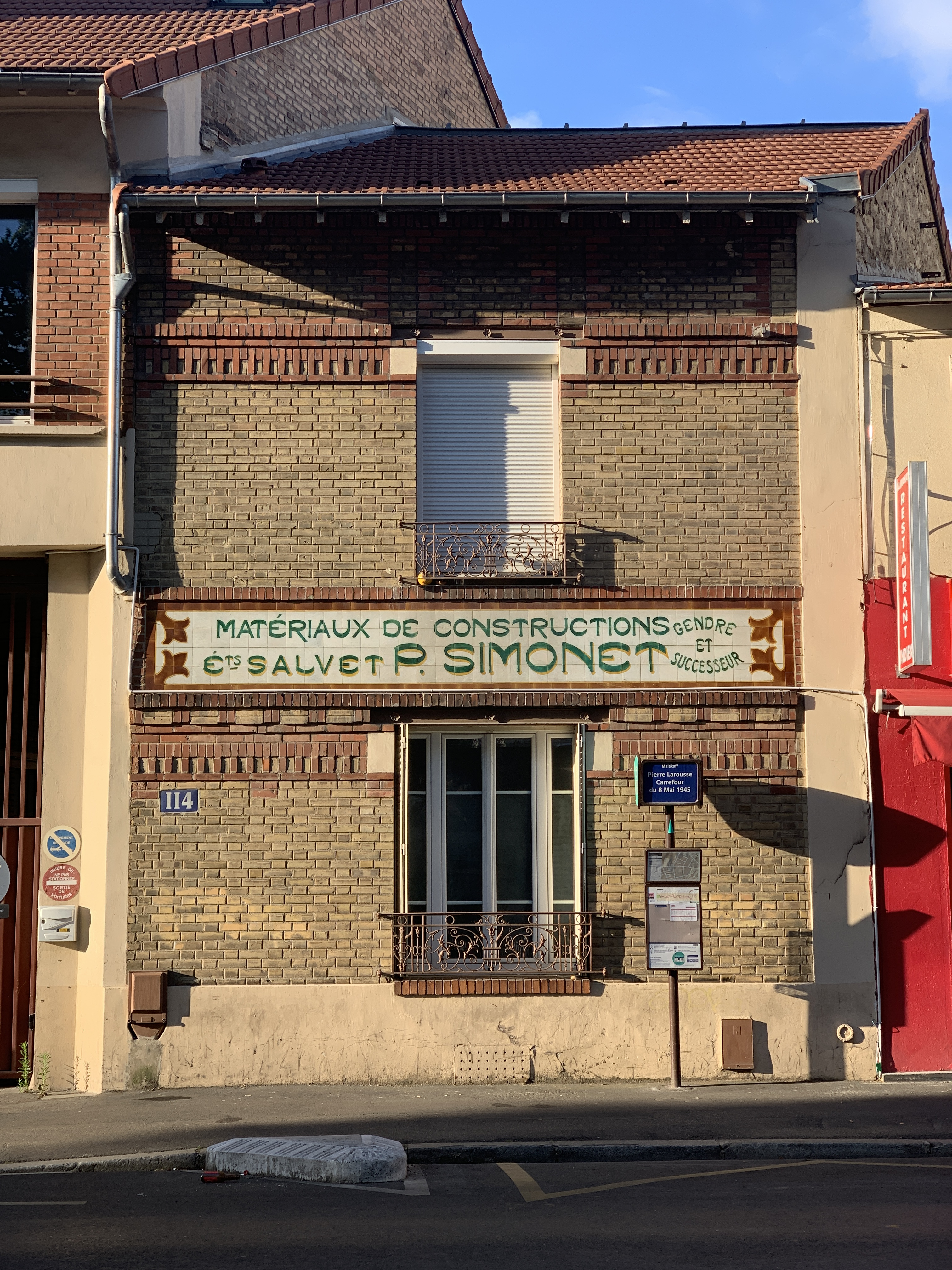
Au 114, une maison datant de la fin du XIXe siècle.

- Promenade départementale des Vallons-de-la-Bièvre.
- Emplacement de la société Grammont Radio-Télévision, qui fabriquait des téléviseurs jusque dans les années 1950[5].
- Siège de la société Edenred[6].
- Conservatoire de Malakoff[7].
- Square de Verdun, et le monument aux morts.